# The Blue Ridge Rangers Rides Again
Albums de John Fogerty
Revival
(2007) Wrote a Song for Everyone
(2013)
The Blue Ridge Rangers Rides Again est le huitième album studio de l'auteur-compositeur-interprète américain de rock John Fogerty sorti en septembre 2009.
Publié sur le propre label de John Fogerty, Fortunate Son, il s'agit d'un album de reprises de chansons country et rock américaines, tout comme le premier album en solo du chanteur sorti en 1973, The Blue Ridge Rangers, dont il est la suite. Mais contrairement à ce premier album qu'il avait enregistré seul, John Fogerty s'est entouré de plusieurs musiciens et d'invités comme Bruce Springsteen, Don Henley et Timothy B. Schmit.

## Liste des titres
| No  | Titre                                               | Auteur                                    | Durée |
| --- | --------------------------------------------------- | ----------------------------------------- | ----- |
| 1.  | Paradise                                            | John Prine                                | 3:50  |
| 2.  | Never Ending Song of Love                           | Bonnie Bramlett                           | 3:02  |
| 3.  | Garden Party (avec Don Henley et Timothy B. Schmit) | Ricky Nelson                              | 3:51  |
| 4.  | I Don't Care (Just as Long as You Love Me)          | Buck Owens                                | 2:27  |
| 5.  | Back Home Again                                     | John Denver                               | 4:27  |
| 6.  | I'll Be There (If You Ever Want Me)                 | - Ray Price - Rusty Gabbard               | 2:57  |
| 7.  | Change in the Weather                               | John Fogerty                              | 4:03  |
| 8.  | Moody River                                         | Gary Daniel Bruce                         | 3:10  |
| 9.  | Heaven's Just a Sin Away                            | J. Gillespie                              | 2:33  |
| 10. | Fallin', Fallin', Fallin'                           | - D. Deckleman - J. Guillot - J.D. Miller | 2:30  |
| 11. | Haunted House                                       | Robert L. Geddins                         | 4:36  |
| 12. | When Will I Be Loved (avec Bruce Springsteen)       | Phil Everly                               | 2:37  |

- Change in the Weather est une chanson de John Fogerty figurant à l'origine sur l'album sorti en 1986 Eye of the Zombie, ici dans une nouvelle version.

## Musiciens
- John Fogerty - chant, guitare électrique et acoustique
- Jason Mowery – violon, dobro, mandoline, chœurs
- Buddy Miller – guitare électrique et acoustique
- Greg Leisz – steel guitar, lap steel, dobro, mandoline
- Hunter Perrin – fingerstyle guitar, guitar rythmique
- Chris Chaney – basse
- Dennis Crouch – basse
- Kenny Aronoff – batterie, percussions
- Jay Bellerose – batterie
- Herb Pedersen, Jodie Kennedy, Oren Waters – choristes

## Classements hebdomadaires
| Classement (2009)                  | Meilleure place |
| ---------------------------------- | --------------- |
| Allemagne (Media Control AG)       | 32              |
| Autriche (Ö3 Austria Top 40)       | 50              |
| Belgique (Flandre Ultratop)        | 39              |
| Belgique (Wallonie Ultratop)       | 65              |
| Canada (Canadian Albums Chart)     | 11              |
| Danemark (Tracklisten)             | 2               |
| Espagne (Promusicae)               | 76              |
| États-Unis (Billboard 200)         | 24              |
| Finlande (Suomen virallinen lista) | 25              |
| France (SNEP)                      | 133             |
| Italie (FIMI)                      | 36              |
| Norvège (VG-lista)                 | 1               |
| Nouvelle-Zélande (RIANZ)           | 38              |
| Pays-Bas (Mega Album Top 100)      | 25              |
| Royaume-Uni (UK Albums Chart)      | 98              |
| Suède (Sverigetopplistan)          | 3               |
| Suisse (Schweizer Hitparade)       | 29              |